# 凌源鮈
凌源鮈（学名：Gobio lingyuanensis）为輻鰭魚綱鯉形目鲤科鮈屬的鱼类，是中国的特有物种。分布于大凌河、滦河和黑龙江水系的松花江等。该物种的模式产地在兴隆、凌源。

## 扩展阅读
維基物種上的相關：凌源鮈